# Cutler Beckett
Lord Cutler Beckett, gespeeld door Tom Hollander, is een personage uit de films Pirates of the Caribbean: Dead Man's Chest en  in Pirates of the Caribbean: At World's End speelt hij de belangrijkste antagonist.

## Biografie

### Pirates of the Caribbean: Dead Man's Chest
Hij werkt voor de Britse Oost-Indische Compagnie en werd naar Port Royal gestuurd om de piraat Jack Sparrow te arresteren, hoewel hij eigenlijk een brief had om Sparrow te rekruteren als kaper. Hij arresteert bij aankomst ook Elizabeth Swann en Will Turner omdat zij in de vorige film Jack hielpen ontsnappen.
Beckett heeft in werkelijkheid echter heel andere plannen. Hij wil het hart van Davy Jones, de heerser van de zeeën, bemachtigen. Als hij dit hart bezit zal hij de macht hebben over Davy Jones, en via hem over de gehele zee.
Er zijn aanwijzingen in de film dat jaren terug Beckett verantwoordelijk was voor Jack Sparrows piratenbrandmerk. Ook lijkt hij een geschiedenis te hebben met Weatherby Swann, die teruggaat naar nog voordat beide heren hun huidige rang verkregen.

### Pirates of the Caribbean: At World's End
In de derde film  is Beckett de vertegenwoordiger van koning George en heeft hij zowel Admiraal James Norrington als Davy Jones onder zijn bevel.
Hij beveelt Davy Jones om de Kraken te doden en verzamelt een grote vloot om de piraterij voor altijd uit te roeien. Ook maakt hij een deal met Sao Feng, de leider van de piratenbijeenkomst. Deze zal de piraten aan hem uitleveren in ruil voor zijn eigen vrijlating.
Dankzij Feng kan Beckett de Black Pearl bemachtigen en Jack Sparrow vangen. Hij levert Sparrow uit aan Davy Jones vlak voor de climax van de film. Vervolgens bekijkt hij aan boord van zijn schip het gevecht tussen de Flying Dutchman en de Black Pearl. Dit gevecht zal de toekomst van zowel de piratenvloot als Becketts vloot bepalen. Bij dit gevecht doodt Will Turner echter Davy Jones en wordt zo zelf de nieuwe kapitein van de Flying Dutchman. Vervolgens laat Will de Flying Dutchman Becketts schip aanvallen. Beckett komt hierbij om het leven.